# Jeu-les-Bois
Jeu-les-Bois est une commune française située dans le département de l'Indre, en région Centre-Val de Loire.

## Géographie

### Localisation
La commune est située dans le centre-est du département, dans la région naturelle de la Brenne.
Les communes limitrophes sont : Lys-Saint-Georges (4 km), Buxières-d'Aillac (5 km), Mers-sur-Indre (7 km), Arthon (8 km), Ardentes (8 km) et Le Poinçonnet (12 km).
Les communes chefs-lieux et préfectorales sont : Ardentes (8 km), Châteauroux (17 km), La Châtre (18 km), Issoudun (34 km) et Le Blanc (56 km).

### Hameaux et lieux-dits
Les hameaux et lieux-dits de la commune sont : Opterre, les Chenilles et Vasson.

### Géologie et hydrographie
La commune est classée en zone de sismicité 2, correspondant à une sismicité faible.
Le territoire communal est arrosé par les rivières Indre et Bouzanne.

### Climat
Pour des articles plus généraux, voir Climat du Centre-Val de Loire et Climat de l'Indre.
En 2010, le climat de la commune est de type climat océanique dégradé des plaines du Centre et du Nord, selon une étude du Centre national de la recherche scientifique s'appuyant sur une série de données couvrant la période 1971-2000. En 2020, Météo-France publie une typologie des climats de la France métropolitaine dans laquelle la commune est exposée à un climat océanique altéré et est dans la région climatique Ouest et nord-ouest du Massif Central, caractérisée par une pluviométrie annuelle de 900 à 1 500 mm, maximale en automne et en hiver.
Pour la période 1971-2000, la température annuelle moyenne est de 11,7 °C, avec une amplitude thermique annuelle de 15,6 °C. Le cumul annuel moyen de précipitations est de 786 mm, avec 11,7 jours de précipitations en janvier et 7,2 jours en juillet. Pour la période 1991-2020, la température moyenne annuelle observée sur la station météorologique installée sur la commune est de 12,0 °C et le cumul annuel moyen de précipitations est de 746,6 mm,.
| Mois                                  | jan.            | fév.           | mars           | avril         | mai           | juin           | jui.           | août           | sep.          | oct.            | nov.            | déc.            | année      |
| ------------------------------------- | --------------- | -------------- | -------------- | ------------- | ------------- | -------------- | -------------- | -------------- | ------------- | --------------- | --------------- | --------------- | ---------- |
| Température minimale moyenne (°C)     | 1,9             | 1,4            | 3,4            | 5,2           | 8,8           | 12,2           | 13,8           | 13,7           | 10,3          | 8,3             | 4,6             | 2,4             | 7,2        |
| Température moyenne (°C)              | 5               | 5,3            | 8,3            | 10,7          | 14,4          | 18             | 20             | 20             | 16,2          | 12,8            | 8,2             | 5,5             | 12         |
| Température maximale moyenne (°C)     | 8               | 9,2            | 13,2           | 16,2          | 20            | 23,8           | 26,2           | 26,3           | 22,2          | 17,2            | 11,7            | 8,5             | 16,9       |
| Record de froid (°C) date du record   | −17 17.01.1987  | −17,9 07.02.12 | −12,3 01.03.05 | −3,9 08.04.21 | −1,5 06.05.19 | 2,3 03.06.1989 | 5,5 11.07.1990 | 3,9 29.08.1998 | −0,8 25.09.02 | −7,5 30.10.1997 | −9,9 22.11.1993 | −11,8 16.12.01  | −17,9 2012 |
| Record de chaleur (°C) date du record | 19,8 05.01.1999 | 23,3 27.02.19  | 25,3 31.03.21  | 29,4 30.04.05 | 32 27.05.05   | 40,1 29.06.19  | 40,9 25.07.19  | 40,5 18.08.12  | 35,6 14.09.20 | 29,4 07.10.09   | 25,4 08.11.15   | 20,8 16.12.1989 | 40,9 2019  |
| Précipitations (mm)                   | 61,3            | 49,8           | 51,5           | 60,9          | 71,9          | 58,2           | 61,6           | 56,7           | 62            | 72,7            | 69,7            | 70,3            | 746,6      |

### Voies de communication et transports
Le territoire communal est desservi par les routes départementales : 12, 12B, 19, 74, 74A et 990.
La gare ferroviaire la plus proche est la gare de Châteauroux, à 18 km.
Jeu-les-Bois est desservie par la ligne 15 du réseau de bus Horizon.
L'aéroport le plus proche est l'aéroport de Châteauroux-Centre, à 25 km.
Le territoire communal est traversé par le sentier de grande randonnée 46.

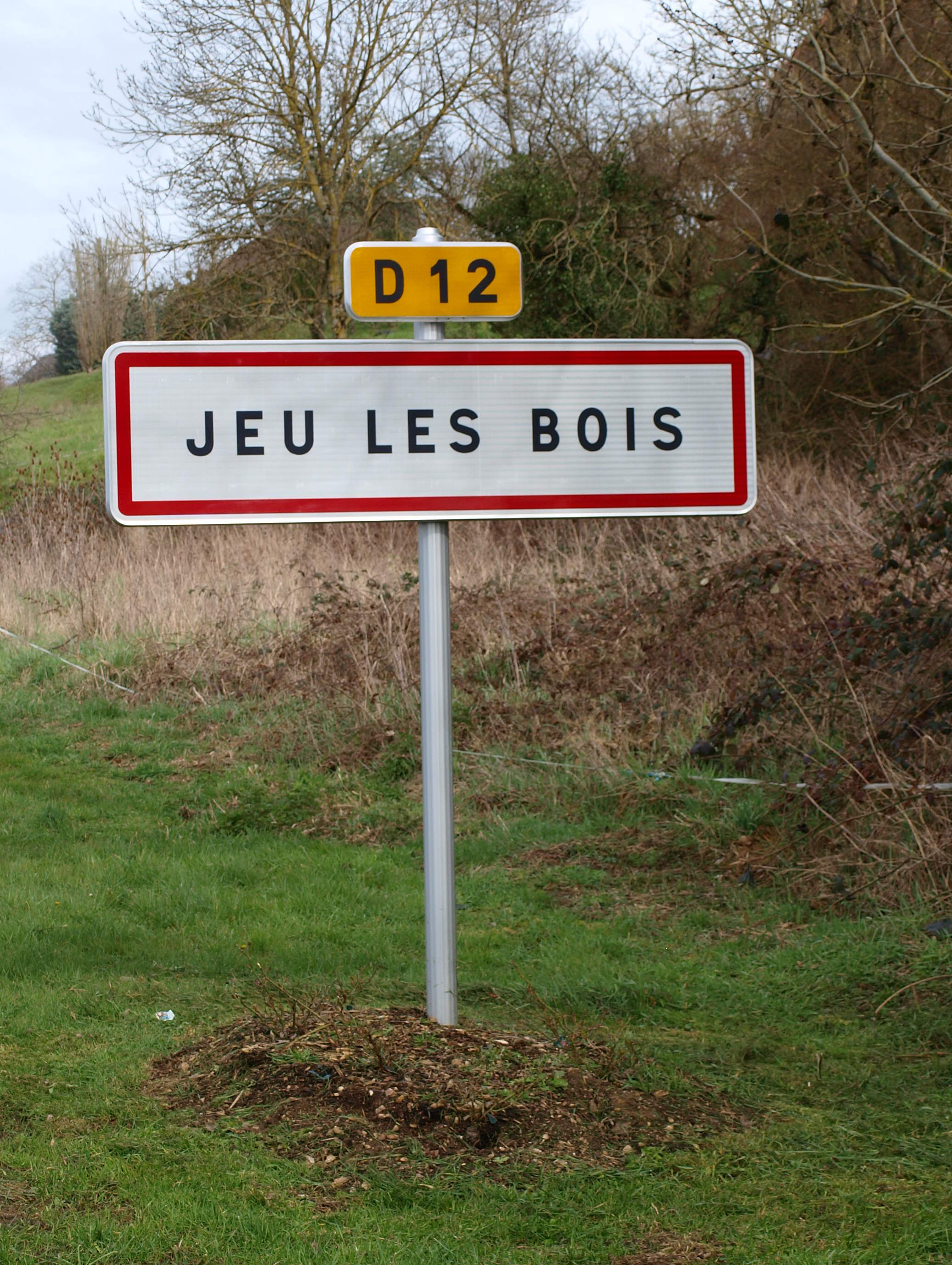
Le panneau d'entrée d’agglomération en 2013.
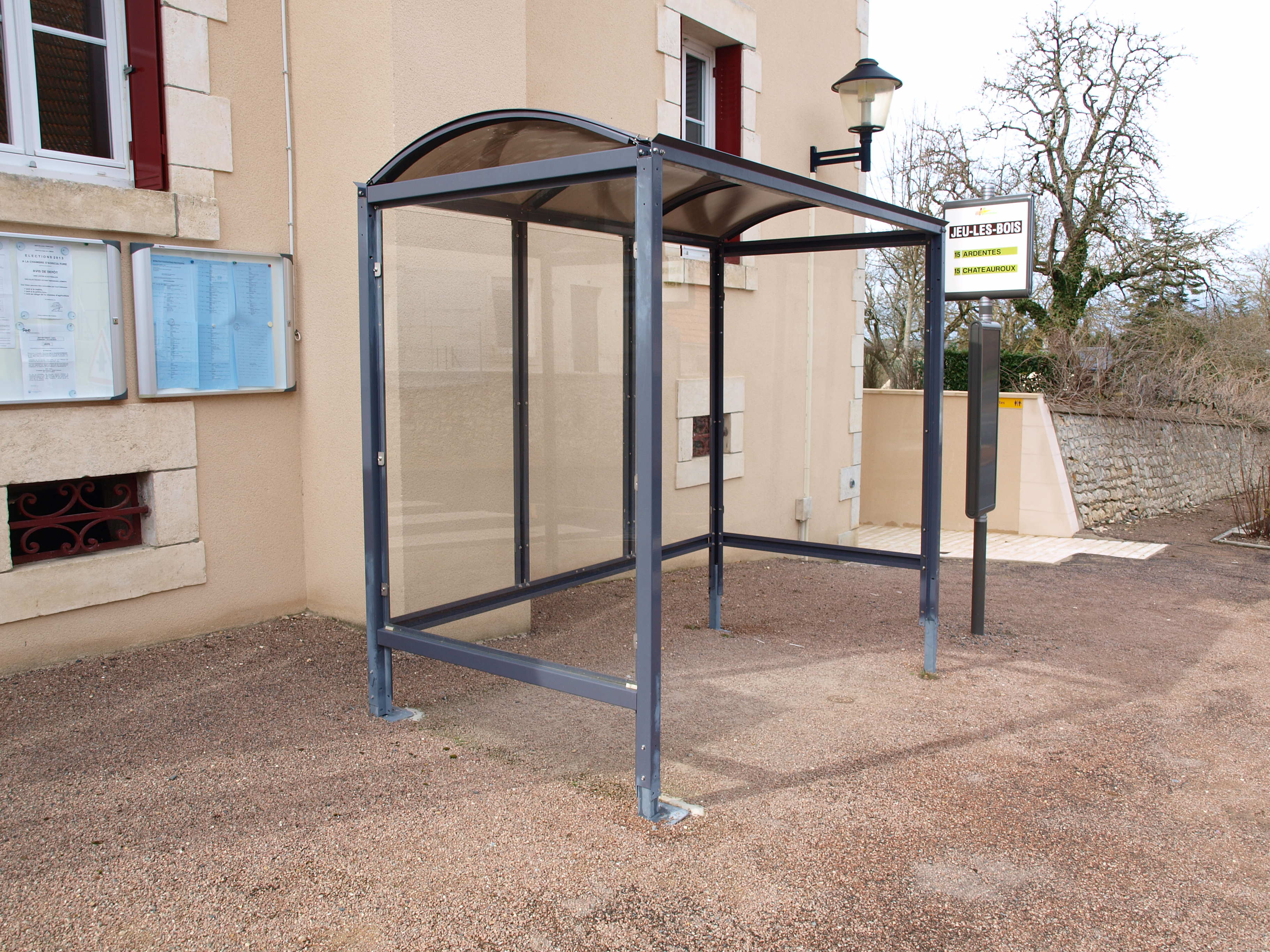
L'arrêt de bus du réseau Horizon en 2013.

### Réseau électrique
La commune possède un poste source sur son territoire qui est situé au lieu-dit le Pas de la Mule.

## Urbanisme

### Typologie
Au 1er janvier 2024, Jeu-les-Bois est catégorisée commune rurale à habitat dispersé, selon la nouvelle grille communale de densité à sept niveaux définie par l'Insee en 2022.
Elle est située hors unité urbaine. Par ailleurs la commune fait partie de l'aire d'attraction de Châteauroux, dont elle est une commune de la couronne,. Cette aire, qui regroupe 71 communes, est catégorisée dans les aires de 50 000 à moins de 200 000 habitants,.

### Occupation des sols
L'occupation des sols de la commune, telle qu'elle ressort de la base de données européenne d’occupation biophysique des sols Corine Land Cover (CLC), est marquée par l'importance des territoires agricoles (75,7 % en 2018), une proportion sensiblement équivalente à celle de 1990 (75,4 %). La répartition détaillée en 2018 est la suivante : 
terres arables (47,7 %), prairies (22,9 %), forêts (19,5 %), zones agricoles hétérogènes (5 %), milieux à végétation arbustive et/ou herbacée (3,9 %), eaux continentales (1 %). L'évolution de l’occupation des sols de la commune et de ses infrastructures peut être observée sur les différentes représentations cartographiques du territoire : la carte de Cassini (XVIIIe siècle), la carte d'état-major (1820-1866) et les cartes ou photos aériennes de l'IGN pour la période actuelle (1950 à aujourd'hui).

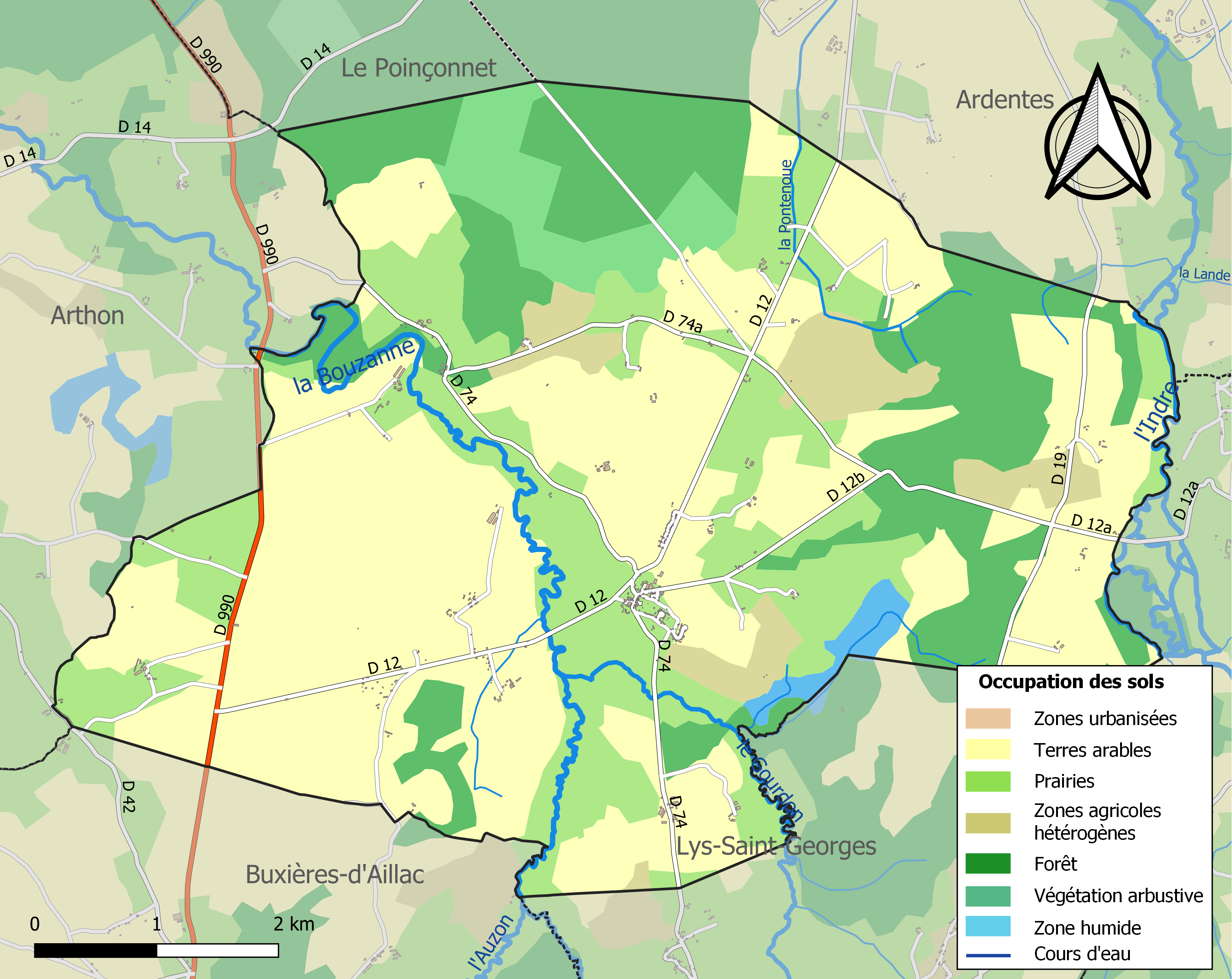
Carte des infrastructures et de l'occupation des sols de la commune en 2018 (CLC).

### Logement
Le tableau ci-dessous présente le détail du secteur des logements de la commune :
| Date du relevé                                              | 2013   | 2015   |
| Nombre total de logements                                   | 194    | 202    |
| Résidences principales                                      | 78,3 % | 78,1 % |
| Résidences secondaires                                      | 13,4 % | 7,2 %  |
| Logements vacants                                           | 8,2 %  | 14,8 % |
| Part des ménages propriétaires de leur résidence principale | 85,1 % | 84,3 % |

### Risques majeurs
Le territoire de la commune de Jeu-les-Bois est vulnérable à différents aléas naturels : météorologiques (tempête, orage, neige, grand froid, canicule ou sécheresse), inondations, feux de forêts, mouvements de terrains et séisme (sismicité faible). Un site publié par le BRGM permet d'évaluer simplement et rapidement les risques d'un bien localisé soit par son adresse soit par le numéro de sa parcelle.
Certaines parties du territoire communal sont susceptibles d’être affectées par le risque d’inondation par débordement de cours d'eau, notamment la Bouzanne, le Gourdon et l'Indre. La commune a été reconnue en état de catastrophe naturelle au titre des dommages causés par les inondations et coulées de boue survenues en 1982 et 1999,.
Pour anticiper une remontée des risques de feux de forêt et de végétation vers le nord de la France en lien avec le dérèglement climatique, les services de l’État en région Centre-Val de Loire (DREAL, DRAAF, DDT) avec les SDIS ont réalisé en 2021 un atlas régional du risque de feux de forêt, permettant d’améliorer la connaissance sur les massifs les plus exposés. La commune, étant pour partie dans les massifs de Châteauroux et d'Ardentes, est classée au niveau de risque 4, sur une échelle qui en comporte quatre (1 étant le niveau maximal).

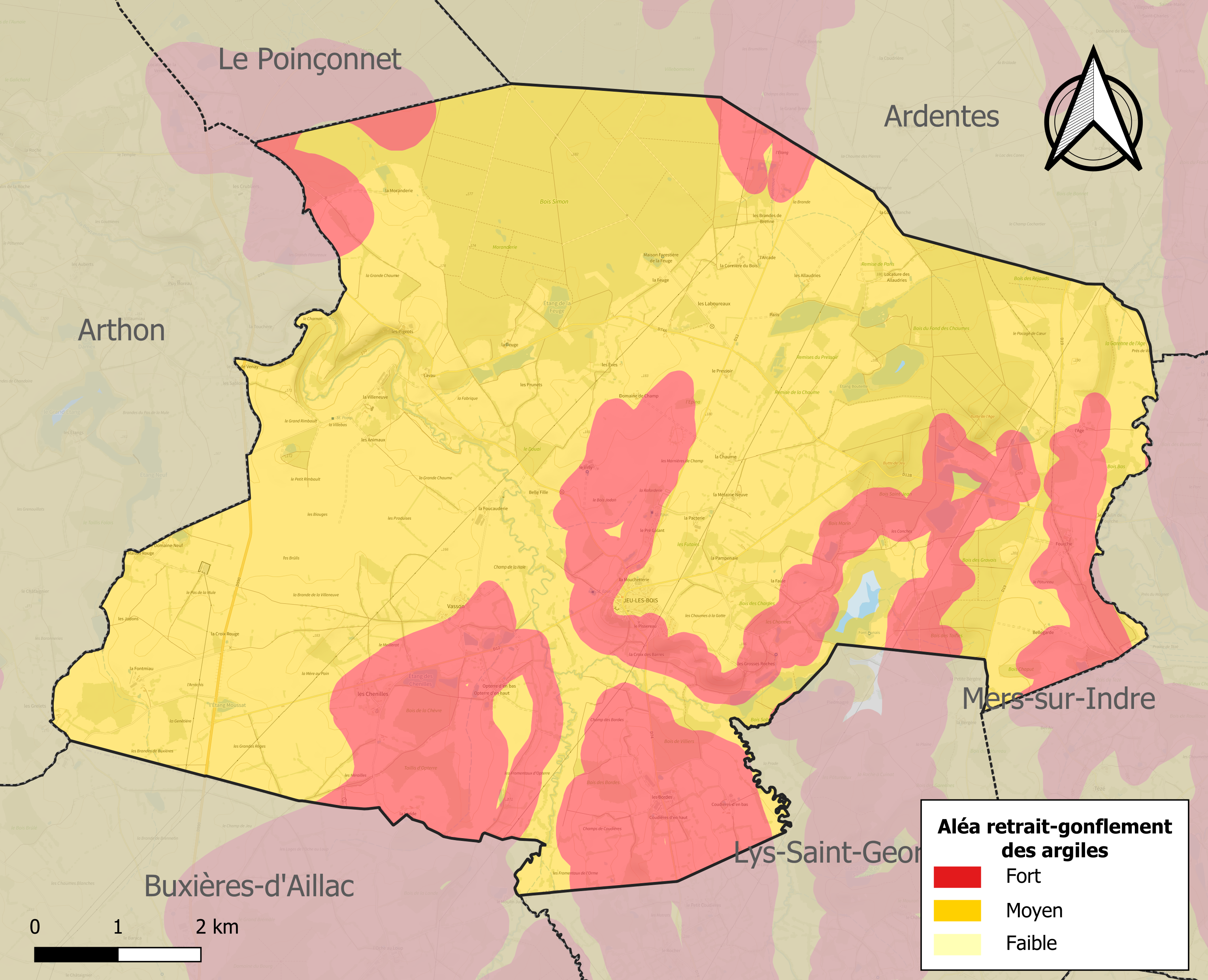
Carte des zones d'aléa retrait-gonflement des sols argileux de Jeu-les-Bois.

Les mouvements de terrains susceptibles de se produire sur la commune sont des tassements différentiels.
Le retrait-gonflement des sols argileux est susceptible d'engendrer des dommages importants aux bâtiments en cas d’alternance de périodes de sécheresse et de pluie. 99,8 % de la superficie communale est en aléa moyen ou fort (84,7 % au niveau départemental et 48,5 % au niveau national). Sur les 205 bâtiments dénombrés sur la commune en 2019, 205 sont en aléa moyen ou fort, soit 100 %, à comparer aux 86 % au niveau départemental et 54 % au niveau national. Une cartographie de l'exposition du territoire national au retrait gonflement des sols argileux est disponible sur le site du BRGM,.
Concernant les mouvements de terrains, la commune a été reconnue en état de catastrophe naturelle au titre des dommages causés par la sécheresse en 1989, 1991, 1992, 1993, 2018 et 2019 et par des mouvements de terrain en 1999.

## Toponymie
Ses habitants sont appelés les Jocolois.

## Politique et administration
La commune dépend de l'arrondissement de Châteauroux, du canton d'Ardentes, de la deuxième circonscription de l'Indre et de Châteauroux Métropole.
| Période    | Période  | Identité           | Étiquette | Qualité  |
| ---------- | -------- | ------------------ | --------- | -------- |
| juin 1995, | En cours | Jacques Breuillaud | DVD       | Retraité |

## Population et société

### Démographie
L'évolution du nombre d'habitants est connue à travers les recensements de la population effectués dans la commune depuis 1793. Pour les communes de moins de 10 000 habitants, une enquête de recensement portant sur toute la population est réalisée tous les cinq ans, les populations de référence des années intermédiaires étant quant à elles estimées par interpolation ou extrapolation. Pour la commune, le premier recensement exhaustif entrant dans le cadre du nouveau dispositif a été réalisé en 2007.

En 2022, la commune comptait 405 habitants, en évolution de +3,32 % par rapport à 2016 (Indre : −3 %, France hors Mayotte : +2,11 %).
| 1793 | 1800 | 1806 | 1821 | 1831 | 1836 | 1841 | 1846 | 1851 |
| ---- | ---- | ---- | ---- | ---- | ---- | ---- | ---- | ---- |
| 600  | 609  | 587  | 641  | 636  | 678  | 656  | 660  | 637  |

| 1856 | 1861 | 1866 | 1872 | 1876 | 1881 | 1886 | 1891 | 1896 |
| ---- | ---- | ---- | ---- | ---- | ---- | ---- | ---- | ---- |
| 657  | 663  | 670  | 640  | 648  | 651  | 657  | 697  | 679  |

| 1901 | 1906 | 1911 | 1921 | 1926 | 1931 | 1936 | 1946 | 1954 |
| ---- | ---- | ---- | ---- | ---- | ---- | ---- | ---- | ---- |
| 672  | 658  | 623  | 591  | 566  | 509  | 503  | 473  | 433  |

| 1962 | 1968 | 1975 | 1982 | 1990 | 1999 | 2006 | 2007 | 2012 |
| ---- | ---- | ---- | ---- | ---- | ---- | ---- | ---- | ---- |
| 372  | 343  | 260  | 290  | 335  | 343  | 359  | 361  | 384  |

| 2017 | 2022 | - | - | - | - | - | - | - |
| ---- | ---- | - | - | - | - | - | - | - |
| 394  | 405  | - | - | - | - | - | - | - |

### Enseignement
La commune dépend de la circonscription académique de La Châtre.

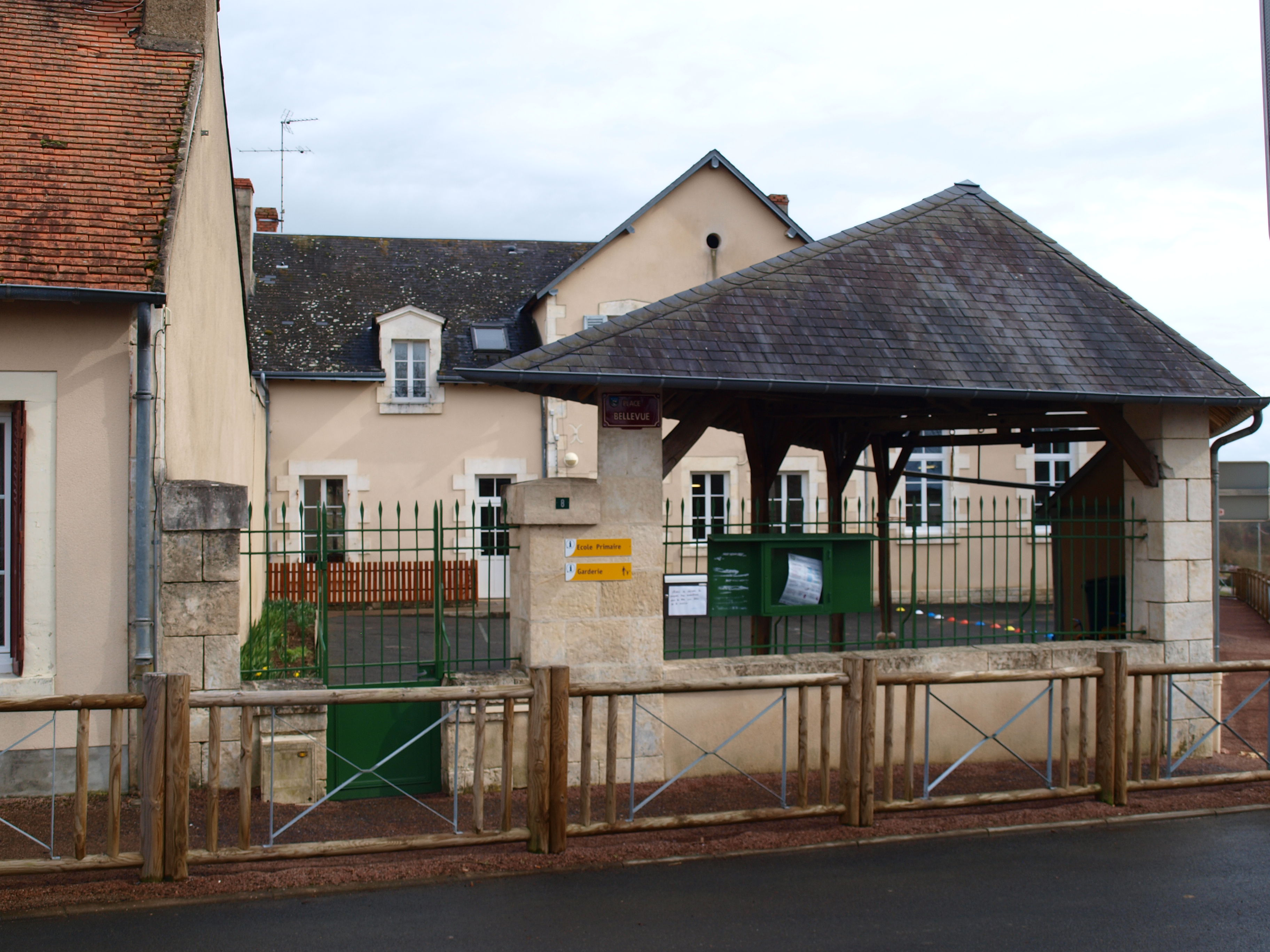
L'école primaire publique en 2013.
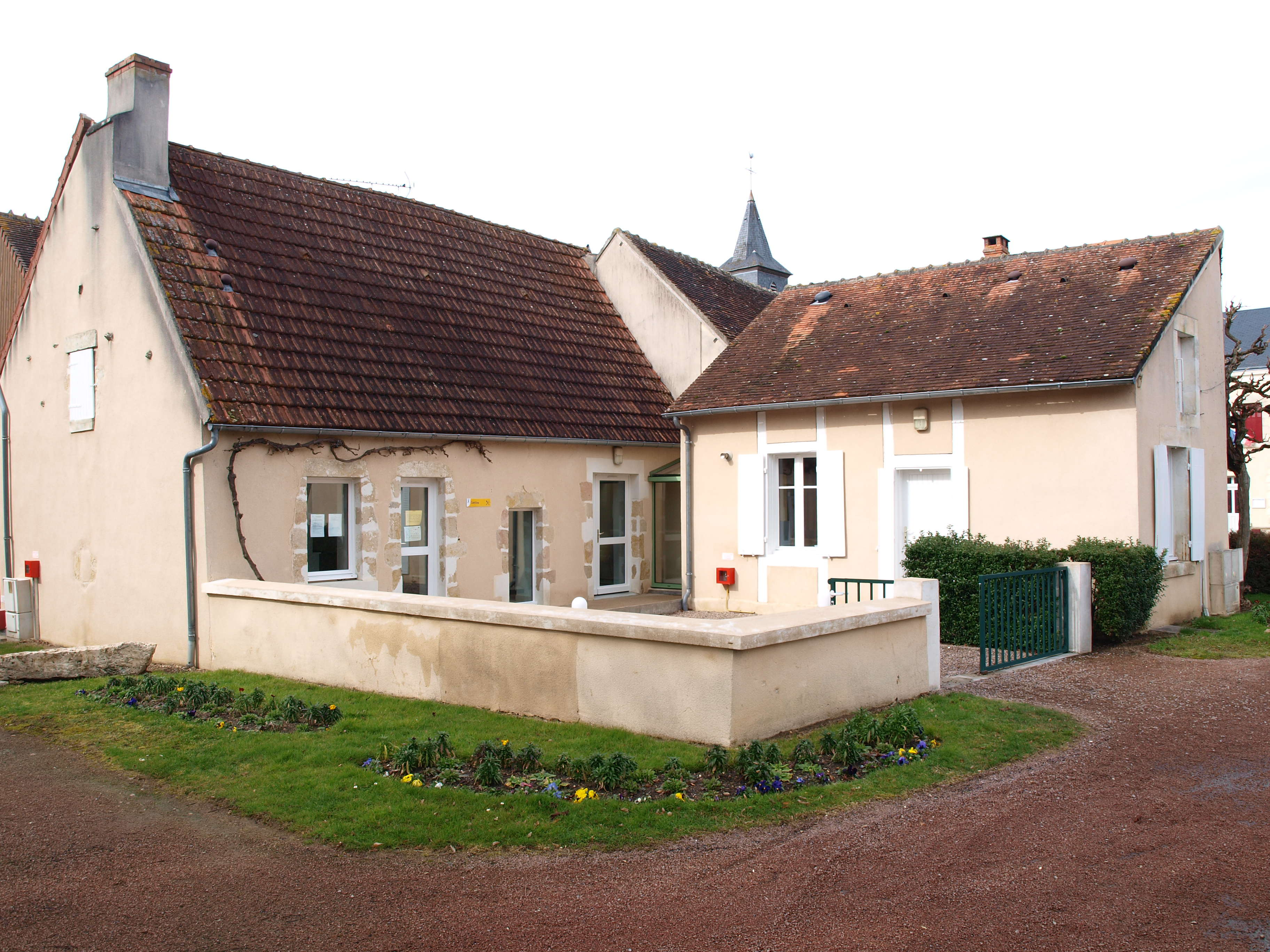
La cantine de l'école en 2013.

### Médias
La commune est couverte par les médias suivants : La Nouvelle République du Centre-Ouest, Le Berry républicain, L'Écho - La Marseillaise, La Bouinotte, Le Petit Berrichon, France 3 Centre-Val de Loire, Berry Issoudun Première, Vibration, Forum, France Bleu Berry et RCF en Berry.

## Économie
La commune se situe dans l’aire urbaine de Châteauroux, dans la zone d’emploi de Châteauroux et dans le bassin de vie de Châteauroux.
La commune se trouve dans l'aire géographique et dans la zone de production du lait, de fabrication et d'affinage du fromage Valençay.

## Culture locale et patrimoine
- Château du Belvédère
- Château de la Villeneuve
- Église Saint-Maximin (XIIe siècle)
- Monument aux morts
- Manoir
- Moulin du Gué de Veneix
- Croix

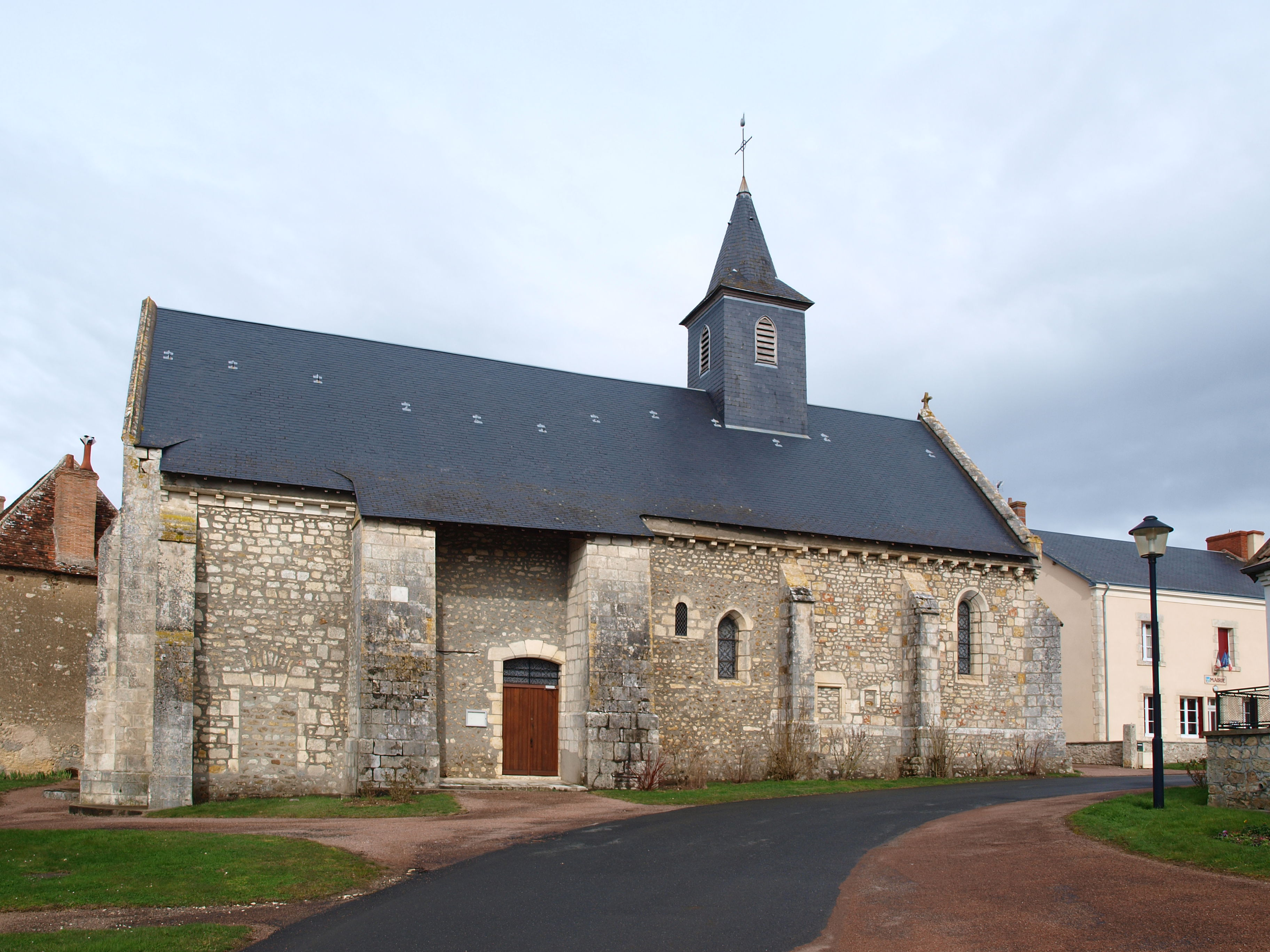
L'église Saint-Maximin en 2013.
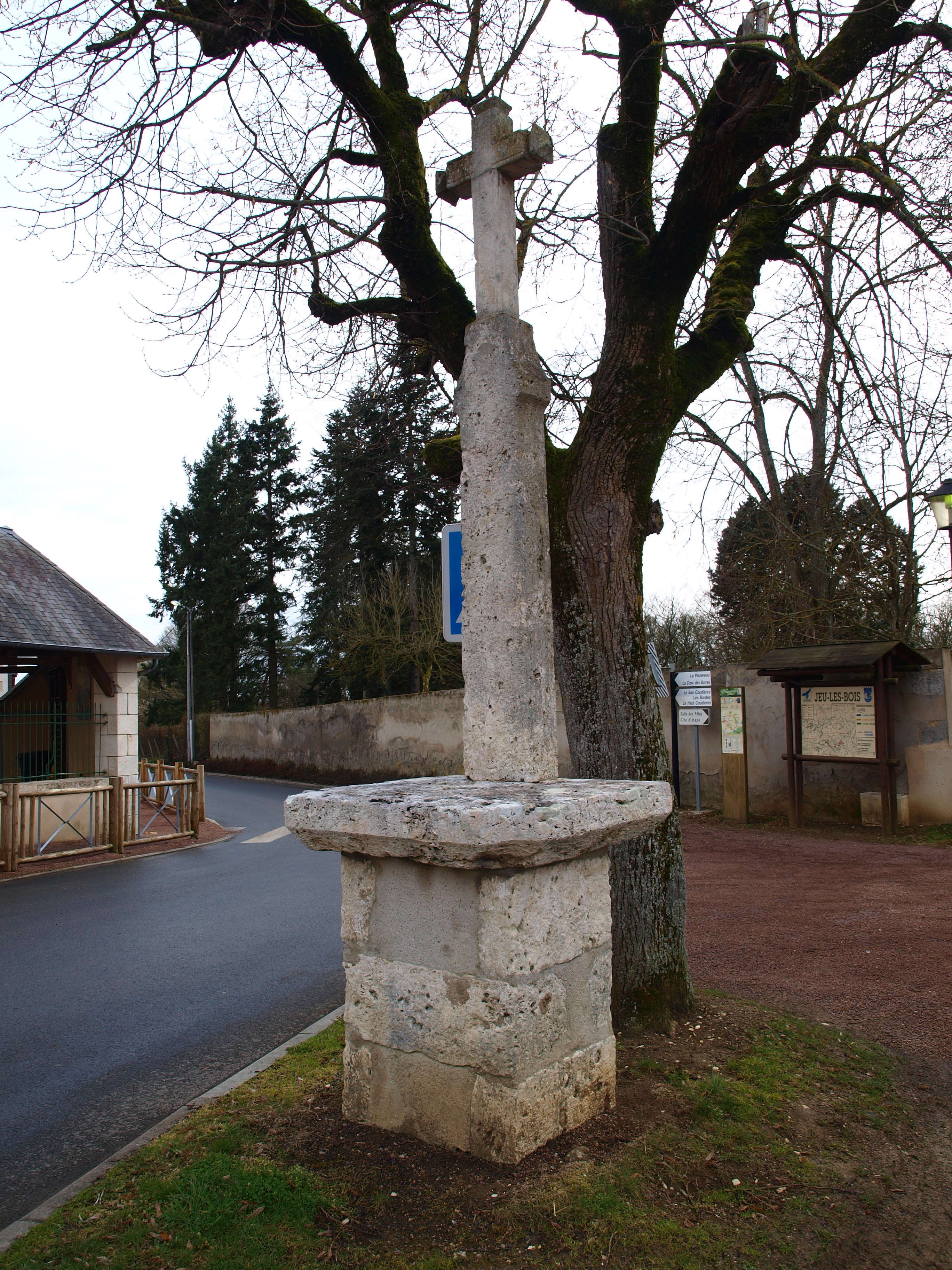
La croix en 2013.
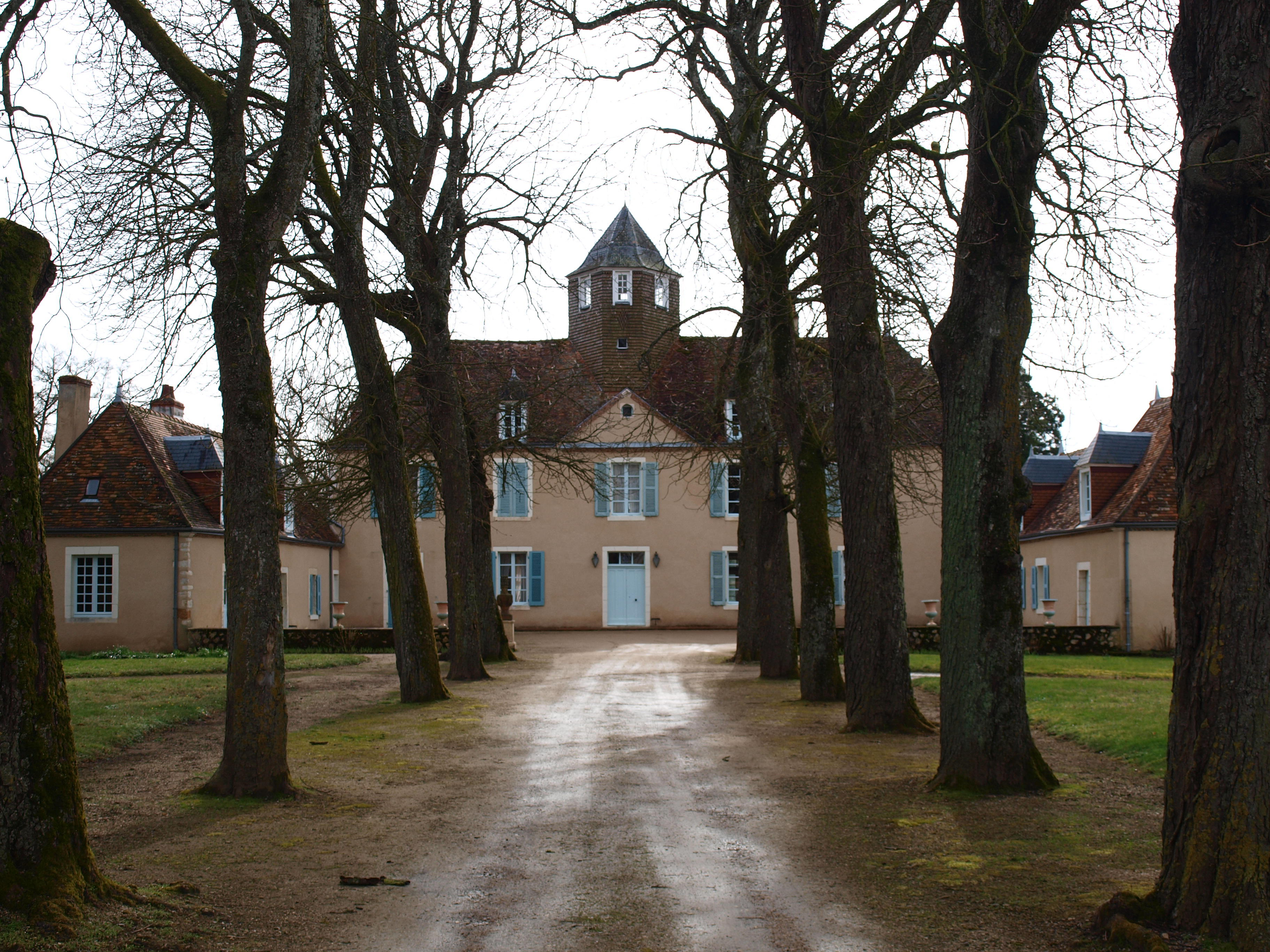
Le manoir en 2013.

### Personnalités liées à la commune
- Georges Pirot (1898-1982), résistant et homme politique français, a été exploitant agricole à Jeu-les-Bois.